# Hongo liquenícolo
Un hongo liquenícolo es un hongo parásito que solo vive en los líquenes como huésped. Un hongo liquenícolo no es lo mismo que el hongo que es el componente del liquen, que se conoce como hongo liquenizado.
Por lo general, son específicos de un hongo dado como huésped, pero también incluyen una amplia gama de patógenos, saprótrofos y comensales. Se estima que hay 3000 especies de hongos liquenícolos. Ya se han descrito más de 1800 especies entre Ascomycota y Basidiomycota.
Más del 95% de los hongos liquenícolos descritos a partir de 2003 son ascomicetos en 7 clases y 19 órdenes. Aunque Basidiomyces tiene menos del 5% de especies de líquenes liquenícolos, representan 4 clases y 8 órdenes. A muchas especies liquenícolas aún no se les ha asignado una posición filogenética a partir de 2003.